# Пули (општина)
Пули општина је у округу Лаво-Орон у кантону Во, Швајцарска. Налази се на обали Женевског језера и представља једно од источних предграђа Лозане.

## Грб
Блазон општинског грба гласи Per pale Argent and Gules, overall a Grape-bunch counterchanged leaved Vert.

## Географија
Површина Пулија износи око 5,90 километара квадратних (од 2009). Од ове површине, 20,5% се користи у пољопривредне сврхе, а 24,1% је пошумљено. Осталих 56,1% је покривено путевима и зградама. Мање од један проценат чине река и језера.
Од насељеног подручја, стамбена здања заузимају 37,3% укупне површине, док транспортна инфраструктура чини 13,2%. Тек 4,4% чине паркови, зелене површине и спортски терени. Цело пошумљено земљиште је прекривено шумама. Што се тиче пољопривредног земљишта, 13,2% се користи за узгој усева, а 4,8% су пашњаци. Воћнаци и виногради заузимају 2,6% површине..
Општина је била део округа Лозана све док се није раздвојила датума 31. августа 2006. и постала део новог округа Лаво-Орон.
Пули се протеже од Женевског језера до планинског краја Жора. Припада му врх Монтс де Пули, са висином од 806 метара. У општини се такође налази неколико села.

## Демографија
Према подацима из 2018, у Пулију живи 18.313 становника. Укупно 27,3% становништва су чинили странци. У раздобљу од 1999. до 2009. укупан број становника порастао је за 6,8% (миграције су утицале на прилив становништва од 7,3% док се тај проценат смањио за 0,2% због морталитета).
Већина популације (од 2000) прича француски (82,8%). Затим следе немачки са 4,8% и италијански са 2,8%. Најмање заступљен језик је Романш, који прича троје људи.
Од становништва у општини, око 2.669 њих је рођено у Пулију и још живе у истом. Њих 5.190 није рођено у Пулију, али јесте рођено у истом кантону, док је 2.824 људи рођено негде другде у Швајцарској и 4.928 је рођени ван граница те земље.
Године 2008, било је 146 новорођених и 169 преминулих особа. Не гледајући миграције, популација швајцарских држављана опала је за 51, док је популација странаца порасла за 28 становника. Било је 9 Швајцараца који су емигрирали из Швајцарске и 2 Швајцарке које су имигрирале назад у Швајцарску. Истовремено, било је 128 страних мушких и 147 страних женских држављана који су имигрирали из друге државе у Швајцарску. Крајњи природни прираштај износио је 0,9%, са смањењем од 71 и повећањем од 227 људи
Што се тиче старосне расподеле становништва (2009), у Пулију је било 1.568 особа старости од 0 до 9 година (9,2%) и 1.814 (10,6%) особа старости између 10 и 19 година. Од одрасле популације, 1.608 људи (9,4%) је имало између 20 и 29 година, 2.294 (13,4%) између 30 и 39, 2.571 (15,1%) између 40 и 49 и 2.205 (12,9%) између 50 and и 59 година. Старије грађане је бројало њих 2.236 (13.1%) који су имали од 60 до 69 година, 1.610 (9.4%) који су имали од 70 до 79, 972 (5,7%) који су имали од 80 до 89 и 201 особа (1.2%) која је била 90-годишњак или старија.
Од 2000, 5.999 особа није било у браку, док је њих 7.763 било у браку, 1.110 удовица или удоваца и 1.162 разведених особа.
Од 2000, у општини је било 7.539 приватних домаћинстава и у просеку 2,1 особа по домаћинству. Онда, 3.013 домаћинстава која су бројале само једну особу и 292 домаћинстава са пет или више људи. Од укупних 7.690 боравишта који су пристали да одговоре на задато питање, 39,2% боравишта су била намењена за само једну особу, а било је 36 пунолетних грађана који су живели са својим родитељима. Од осталих домаћинстава, 2.090 внчаних парова нису имали деце, а 1.829 их је имало. Забележено је 439 самохраних родитеља са дететом или децом.
Године 2000. забележено је 8.248 апартмана у општини. Најобичнија апартманска просторија бројала је три собе (таквих апартмана било је 2,230). Следе 502 једнособних апартмана и 2.241 апартмана са пет или више соба. Од ових апартмана, њих 7.348 (89,1%) било је стално заузето, док њих 738 (8,9%) припада сезонским туристичким апартманима, а 162 (2%) су била празна. Од 2009, стопа изградње нових домова износила је 4 нова дома по 1.000 становника. Стопа слободних радних места у општини, 2010, чинило је 0,27%.
У следећем графикону представљена је промена броја становника по годинама:

## Религија
Од 2000. године, 5.953 (37,1%) становника прати католицизам, док 5.730 (35,7%) припада Швајцарстој реформираној цркви. Остатак чине православци (310), припадници Хришћанске-католичке цркве Швајцарске (17) и верници неке друге хришћанске цркве (449). Било је 246 особа (1,53%) јудаистичке вероисповести и 383 (2.39%) Муслимана. Даље следе будисти (43), хиндуисти (25) и још 44 особа које припадају некој другој цркви. Осталих 2.288 особа (14,27%) су агностици или атеисти. Њих 748 (4,67%) се није изјаснило по овом питању.

## Култура
У Пулију се налази неколико музеја:
- Центар генерала Гизана. Музеј је 2009. посетуло 1.323 људи.[10]
- Древна римска вила Пулија
- Музеј уметности Пулија

Постоји и једно позориште (Théâtre de l'Octogone) као и биоскоп (Cinéma city club).

## Познате особе из Пулија
- Рене Обержоноа (1872–1957, швајцарски постимпресионистички сликар, живео у Пулију од 1929. до 1934.
- Анри Гизан (1874–1960), генерал Војске Швајцарске током Другог светског рата, целог свог живота живео у Пулију.
- Родолф Арчибалд Рајс (1875–1929), криминолог, живео једно време у Пулију.[11]
- Жана де Витингоф (1875–1926 у Пулију), белгијска списатељица, пријатељица мајке Маргерит Јурсенар.
- Емил Робер Бланше (1877–1943 у Пулију), швајцарска пијанисткиња и композиторка.
- Шарл Фердинанд Раму (1878–1947), писац, живео у Пулију док није преминуо.
- Џаша Хоренстајн (1898–1973), амерички диригент, живео у Пулију од 1959. док није преминуо.
- Пумипон Адунјадет или Рама IX (1927–2016), краљ Тајланда, живео у Пулију с времена на време између 1933. и 1951.[12][13]
- Франсоа Оланд (1954), председник Француске 2012/2017, посетио Пули као дете.[14]
- Лук Рекордон (1955. у Пулију), швајцарски политичар.